# Адамс, Дрю
Дрю Адамс (англ. Drew Adams; 19 августа 1986, округ Делавэр, Пенсильвания) — профессиональный игрок в лякросс, выступающий за Archers Lacrosse Club в Премьер-лиге. Ранее играл за New York Lizards в Высшей лиге. Когда учился в Университете штата Пенсильвания, выступал за студенческую лигу.
Выиграл свой первый чемпионат в 2015 году в Высшей лиге, в которой принимал участие 4 раза. По итогам сезонов 2011, 2012 и 2015 годов был назван лучшим вратарём.
Действующий член сборной США по лякроссу, получил серебряную медаль на Международных играх в 2014 году.